# Хлівчанська сільська рада
Хлівчанська сільська рада — колишній орган місцевого самоврядування у Сокальському районі Львівської області. Адміністративний центр ради — село Хлівчани.

## Загальні відомості
Водоймища на території, підпорядкованій даній раді: річка Болотня.

## Населені пункти
Сільській раді підпорядковані населені пункти:
- с. Хлівчани
- с. Тяглів

## Склад ради
Рада складається з 16 депутатів та голови.

### Керівний склад попередніх скликань
| ПІБ                   | Основні відомості                                                    | Дата обрання | Дата звільнення |
| --------------------- | -------------------------------------------------------------------- | ------------ | --------------- |
| Бігун Василь Іванович | Сільський голова, 1955 р.н., освіта середня спеціальна, безпартійний | 26.03.2006   | 31.10.2010      |
| Бігун Василь Іванович | Сільський голова, 1955 р.н., освіта середня спеціальна, безпартійний | 31.10.2010   |                 |

Примітка: таблиця складена за даними джерела